# Associació de Components del Regiment Pirinenc núm. 1 de Catalunya
L'Associació de Components del Regiment Pirinenc núm. 1 de Catalunya és una entitat que aplega els antics membres d'aquest regiment, l'única unitat militar creada per la Generalitat de Catalunya el novembre de 1936 com a unitat alpina per a protegir la frontera pirinenca amb dependència directa de la Generalitat i constituïda per joves procedents de diferents organitzacions cíviques del catalanisme (Estat Català, Federació Nacional d'Estudiants de Catalunya, Bloc Escolar Nacionalista, CADCI).
Aquesta unitat havia d'operar a la muntanya amb condicions excepcionals i per això era formada per excursionistes, muntanyencs, escaladors i esquiadors, i estudiants universitaris. Van destacar al Pirineu, defensant Bellver de Cerdanya de l'assalt d'incontrolats de la FAI, i durant els fets de maig del 1937, durant els quals van custodiar el Palau de la Generalitat.
Després dels fets de maig del 1937 el govern de la Segona República Espanyola el va transformar en Exèrcit de l'Est i fou enviat al front d'Aragó, on destacaren a Bielsa i Pedres d'Auló
El 1986 l'exèrcit espanyol va reconèixer els oficials i suboficials. Varen demanar també el reconeixement de la Generalitat com l'única unitat militar d'obediència estrictament catalana des de 1714. Així van crear l'associació per tal d'aconseguir el reconeixement polític, però només ERC els va fer un homenatge en forma de dinar multitudinari a l'antic Mercat del Born el 14 d'abril de 1991, el mateix any també reberen un homenatge a Bielsa de la Diputació de la província d'Osca com a membres de la 43a Divisió. Des de 1997 el Ministeri de Defensa els convida regularment a les trobades de militars veterans.
El 2001 els va arribar el reconeixement en rebre la Creu de Sant Jordi.
Des de 2010 hi ha una associació de Recreació Històrica que mostra el que fou el regiment: https://regimentpirinenc.wordpress.com/